# (34885) 2001 VE12
2001 VE12 (asteroide 34885) é um asteroide da cintura principal. Possui uma excentricidade de 0.16484110 e uma inclinação de 16.12608º.
Este asteroide foi descoberto no dia 10 de novembro de 2001 por LINEAR em Socorro.